# Arecoideae
Arecoideae Burnett, 1835 è una sottofamiglia di piante della famiglia delle Arecacee (o Palmae).

## Tassonomia
La sottofamiglia Arecoideae è suddivisa in 14 tribù:
- Tribù Iriarteeae
  - Dictyocaryum H.Wendl. (3 spp.)
  - Iriartella H.Wendl. (2 spp.)
  - Iriartea Ruiz & Pav. (1 sp.)
  - Socratea H.Karst. (5 spp.)

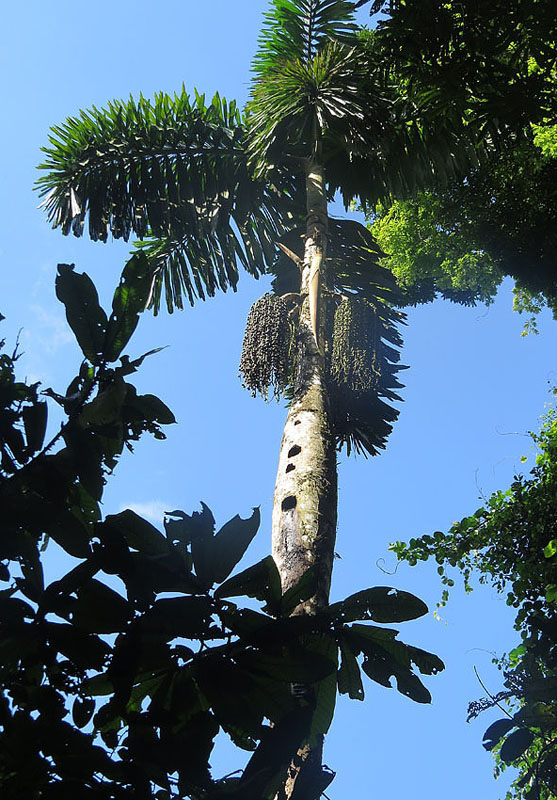
Iriartea deltoidea (Iriarteeae)

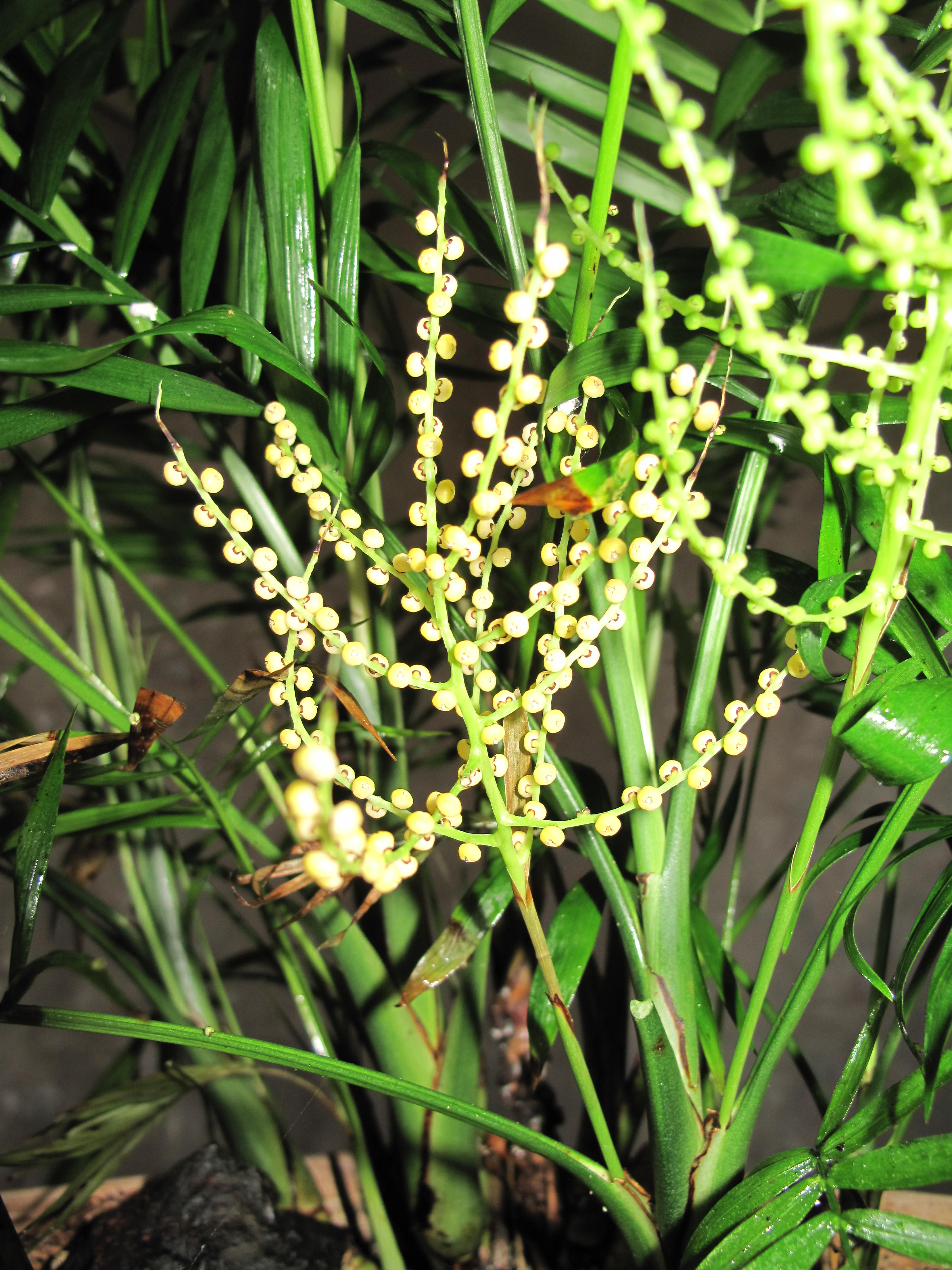
Chamaedorea elegans (Chamaedoreeae)

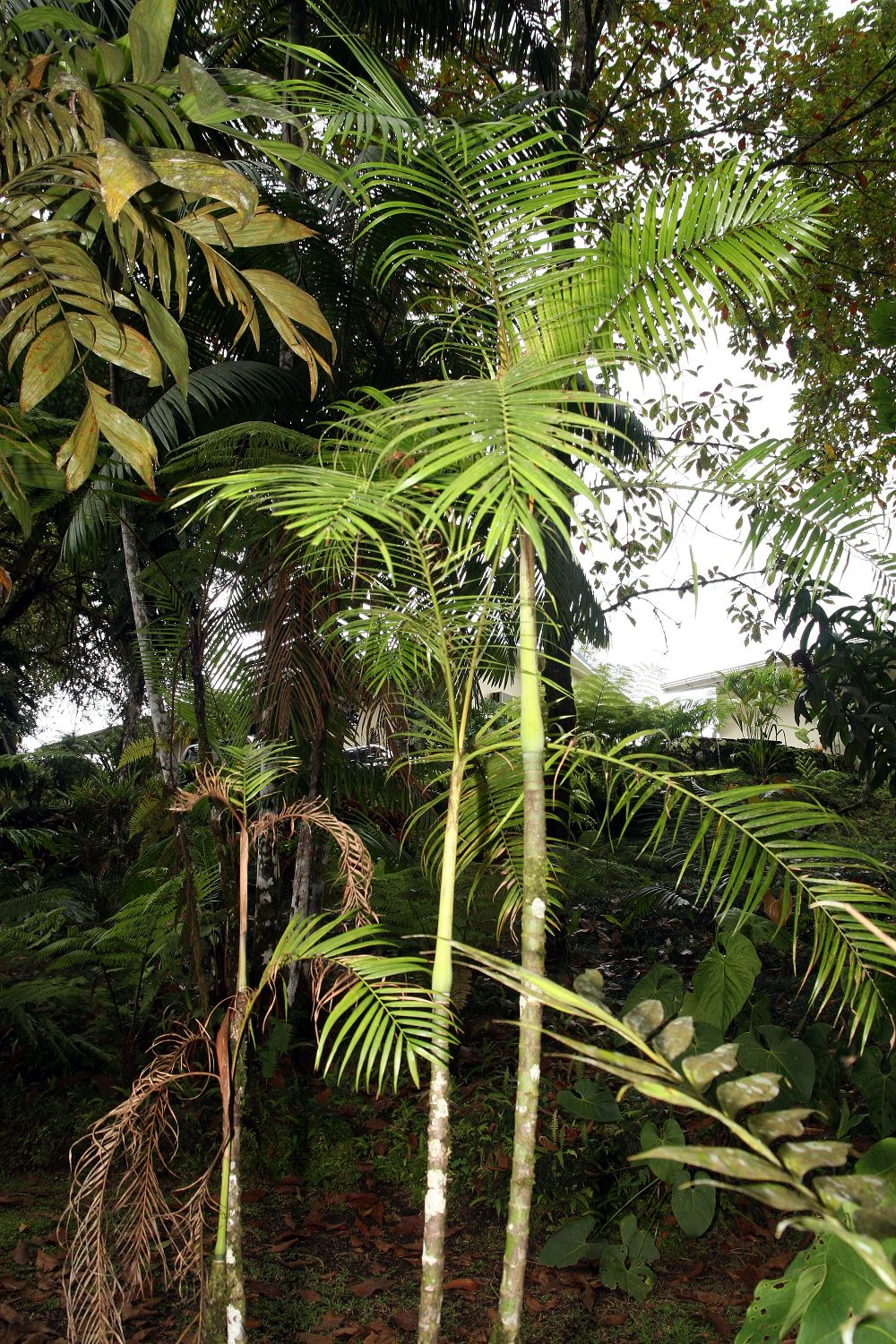
Orania cordata (Oranieae)

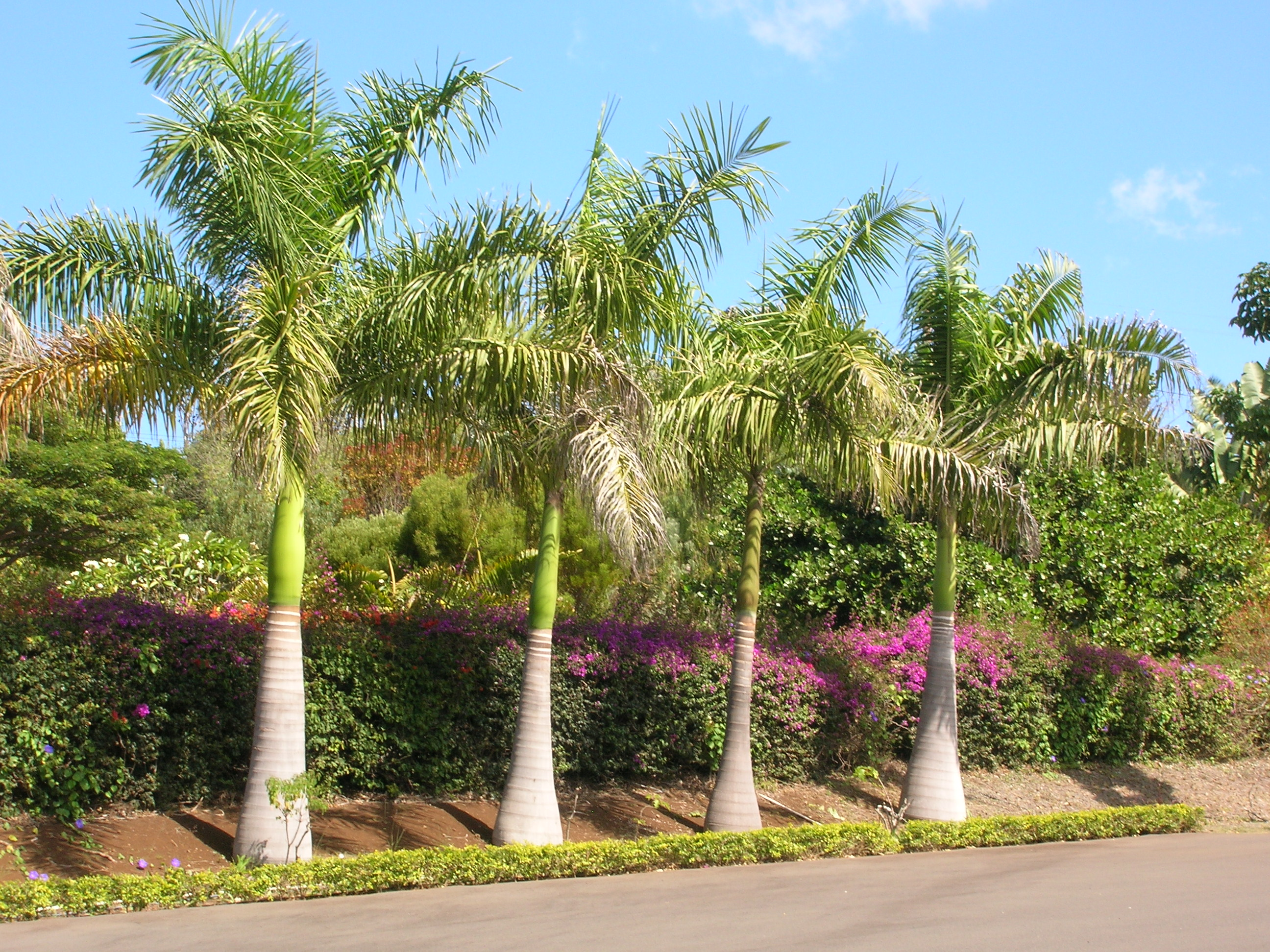
Roystonea regia (Roystoneeae)

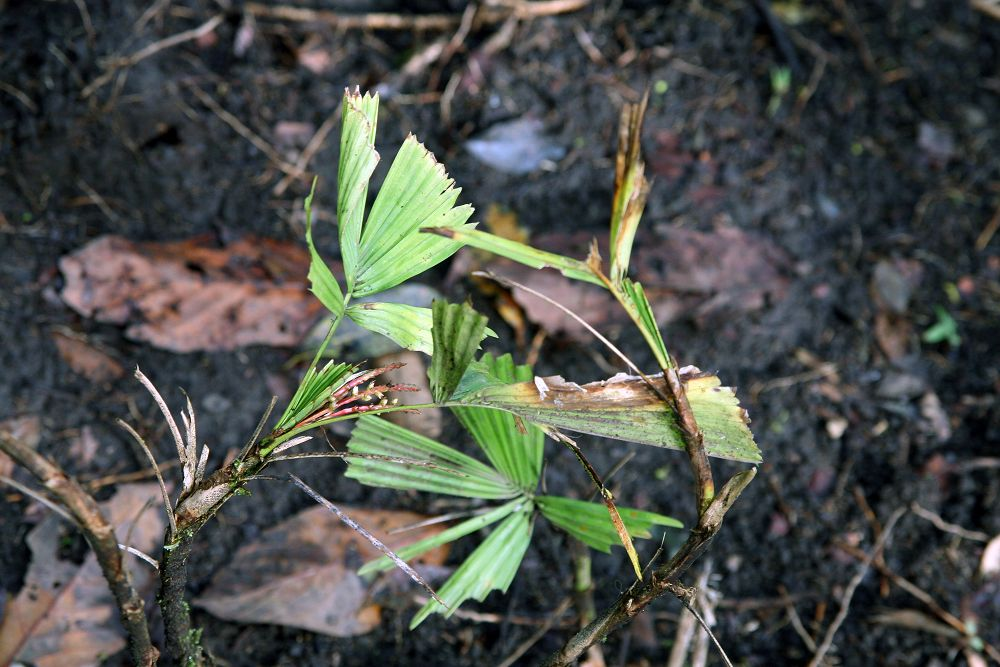
Reinhardtia gracilis (Reinhardtieae)

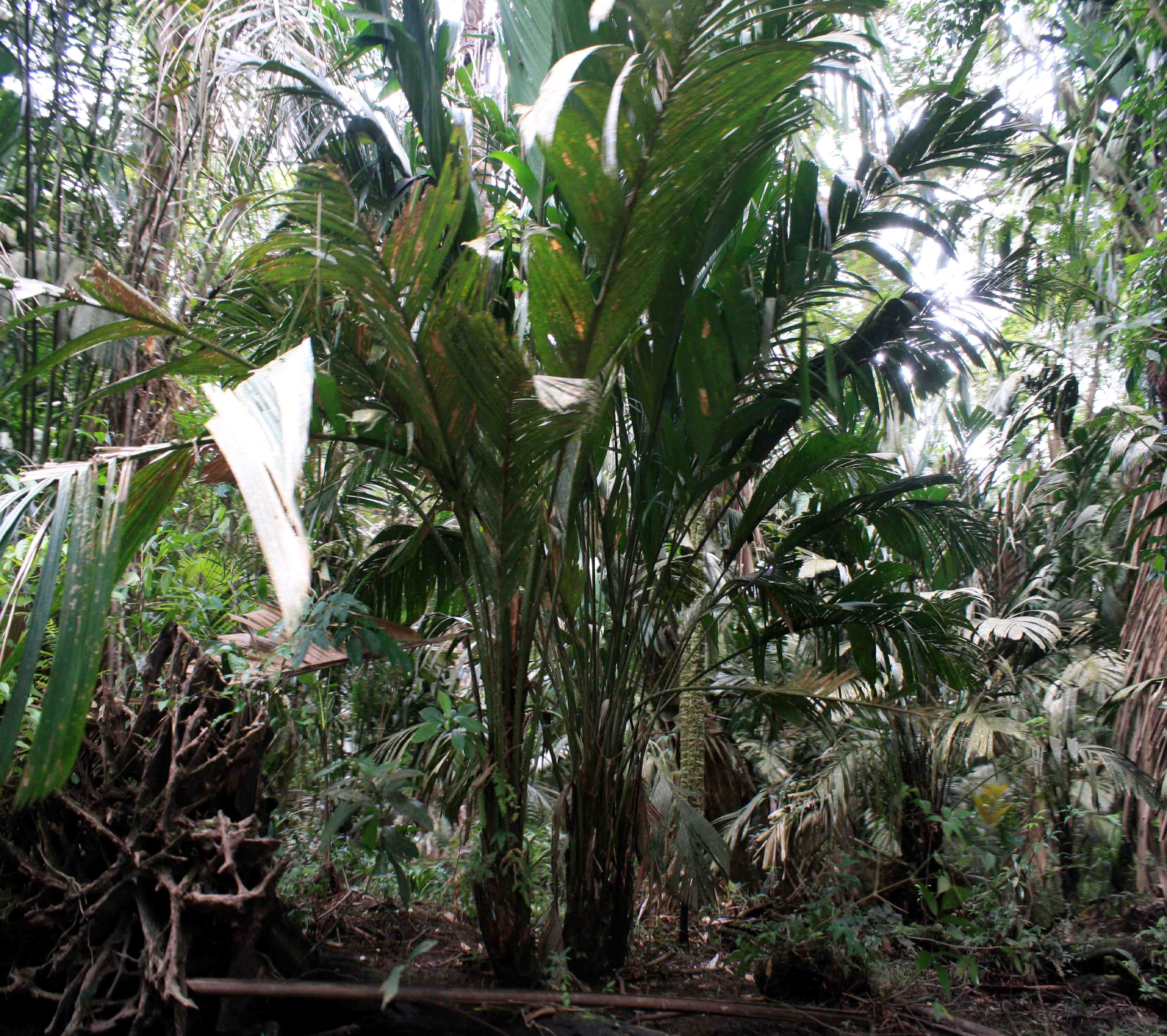
Manicaria saccifera (Manicarieae)

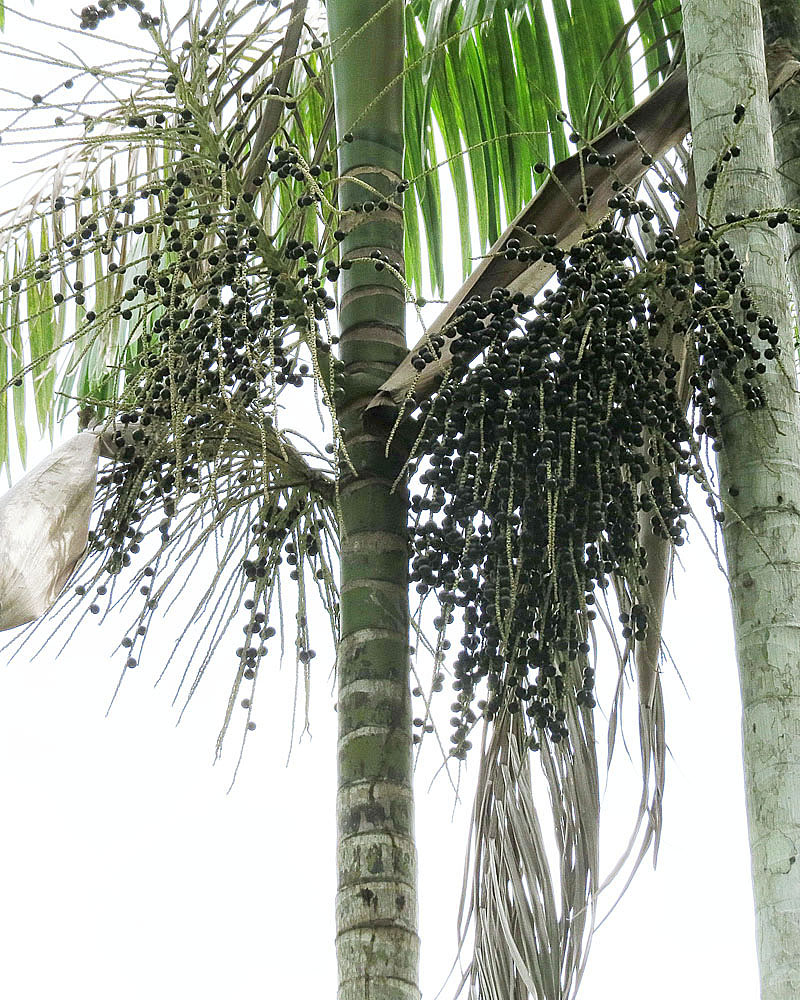
Euterpe oleracea (Euterpeae)

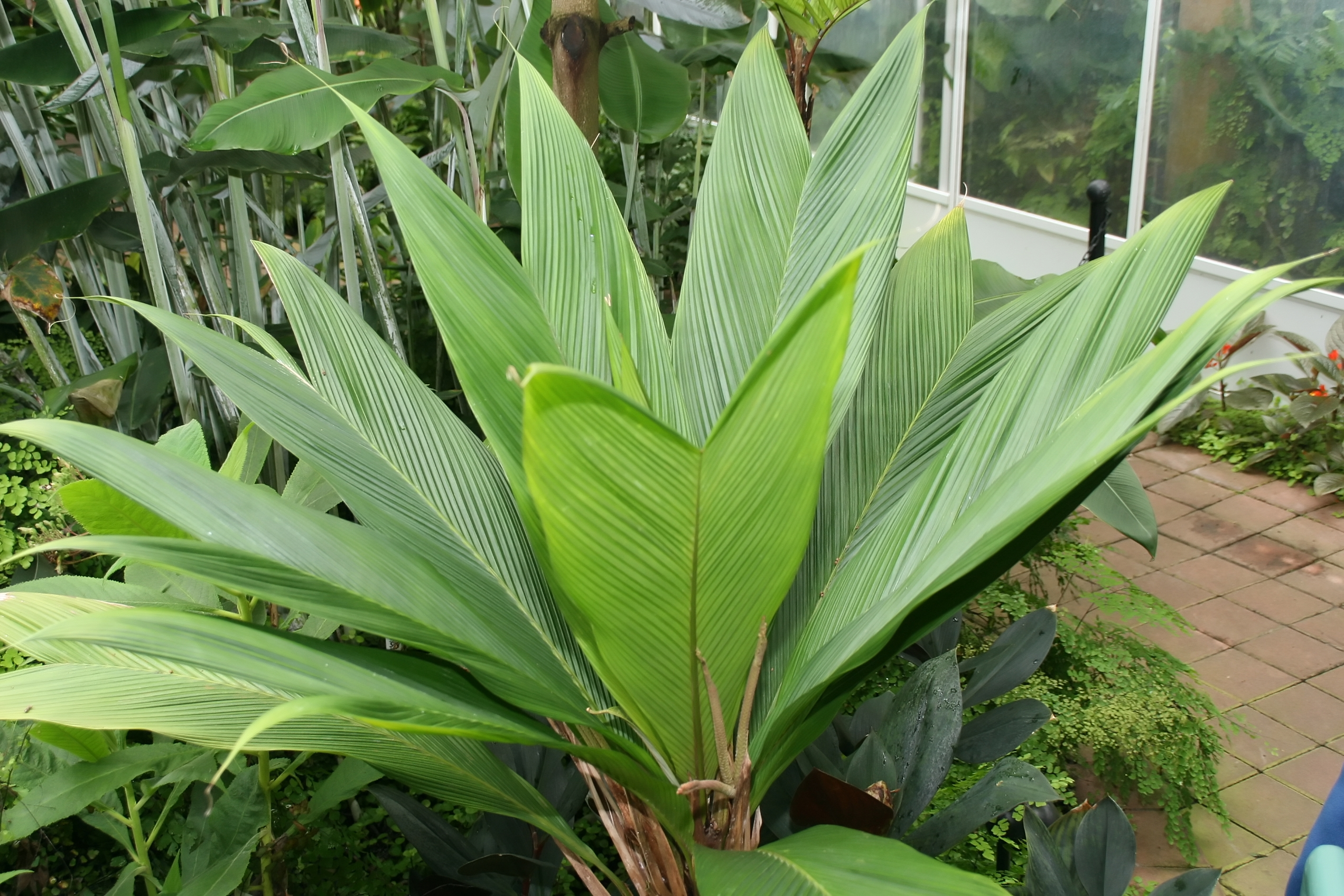
Asterogyne martiana (Geonomateae)

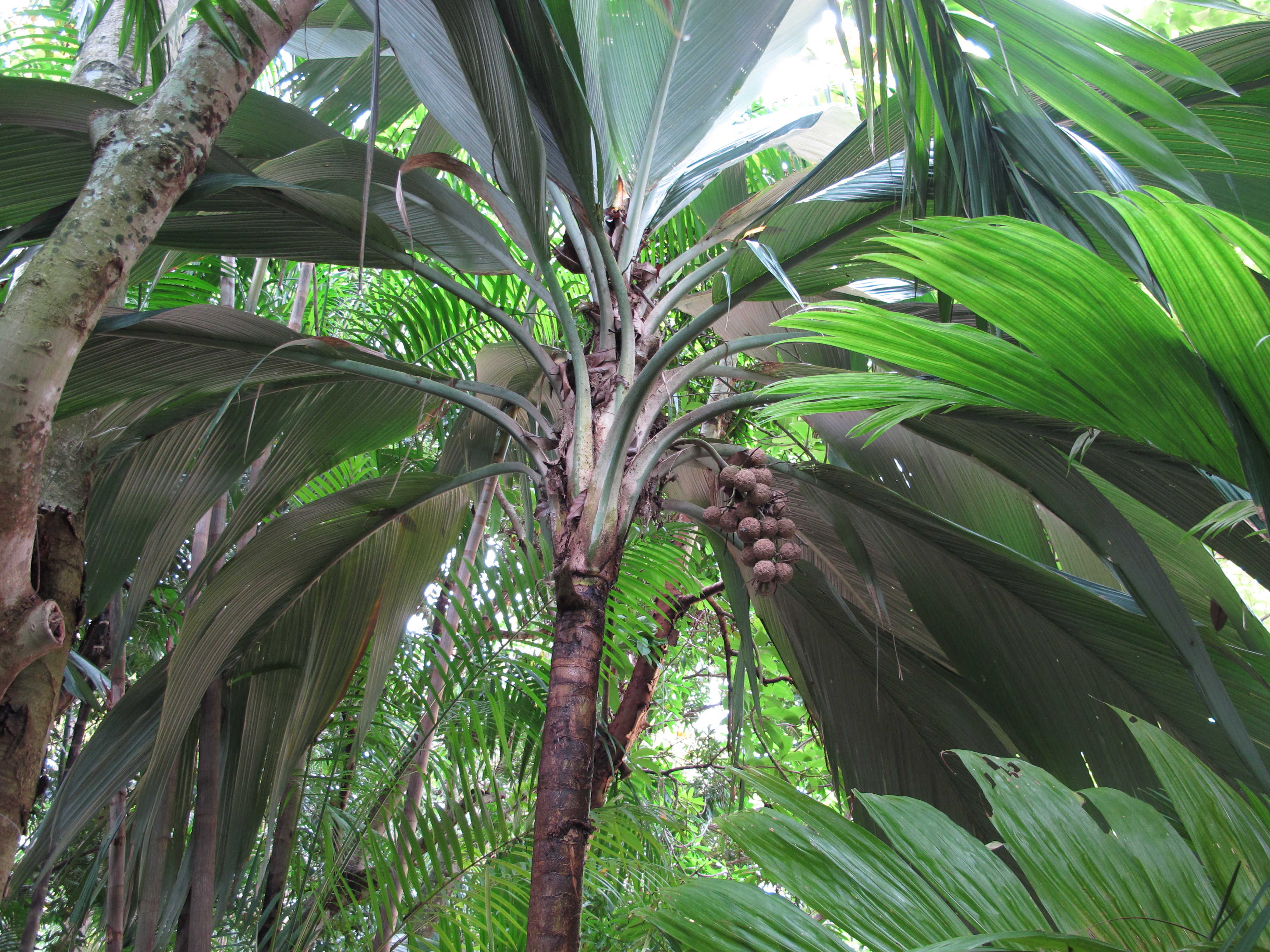
Pelagodoxa henryana (Pelagodoxeae)

  - Wettinia Poepp. ex Endl. (22 spp.)

- Tribù Chamaedoreeae
  - Gaussia H.Wendl. (5 spp.)
  - Hyophorbe Gaertn. (5 spp.)
  - Synechanthus H. Wendl. (3 spp.)
  - Chamaedorea Willd (104 spp.)
  - Wendlandiella Dammer (1 sp.)

- Tribù Podococceae
  - Podococcus G.Mann & H.Wendl. (2 spp.)

- Tribù Oranieae
  - Orania Zipp. (30 spp.)

- Tribù Sclerospermeae
  - Sclerosperma G.Mann & H.Wendl. (3 spp.)

- Tribù Roystoneae
  - Roystonea O.F.Cook (10 spp.)

- Tribù Reinhardtieae
  - Reinhardtia Liebm. (6 spp.)

- Tribù Cocoseae
  - Sottotribù Attaleinae Drude
    - Attalea Kunth (72 spp.)
    - Beccariophoenix Jum. & H.Perrier (2 specie)
    - Butia (Becc.) Becc. (20 spp.)
    - Cocos L. (1 sp.)
    - Jubaea Kunth (1 sp.)
    - Jubaeopsis Becc. (1 sp.)
    - Parajubaea Burret (3 spp.)
    - Syagrus Mart. (67 spp.)
    - Allagoptera Nees (5 spp.)
    - Voanioala J.Dransf.  (1 sp.)

  - Sottotribù Bactridinae Drude
    - Acrocomia Mart. (8 spp.)
    - Aiphanes Willd. (28 spp.)
    - Bactris Jacq. (78 spp.)
    - Desmoncus Mart. (11 spp.)
    - Astrocaryum G.Mey. (38 spp.)

  - Sottotribù Elaeidinae Hook.f.
    - Barcella Drude (1 sp.)
    - Elaeis Jacq. (2 spp.)

- Tribù Manicarieae
  - Manicaria Gaertn. (2 spp.)

- Tribù Euterpeae
  - Euterpe Mart. (7 spp.)
  - Prestoea Hook.f. (10 spp.)
  - Neonicholsonia Dammer (1 sp.)
  - Oenocarpus Mart. (9 spp.)
  - Hyospathe Mart. (6 spp.)

- Tribù Geonomateae
  - Pholidostachys H.Wendl. ex Benth. & Hook.f. (8 spp.)
  - Welfia H.Wendl. (2 spp.)
  - Calyptronoma Griseb. (3 spp.)
  - Calyptrogyne H.Wendl. (18 spp.)
  - Asterogyne H.Wendl. ex Hook.f. (5 spp.)
  - Geonoma Willd. (68 spp.)

- Tribù Leopoldinieae
  - Leopoldinia Mart. (2 spp.)

- Tribù Pelagodoxeae
  - Pelagodoxa Becc. (2 spp.)
  - Sommieria Becc. (1 sp.)

- Tribù Areceae
  - Sottotribù Archontophoenicinae
    - Archontophoenix H.Wendl. & Drude (6 spp.)
    - Chambeyronia Vieill. (2 spp.)
    - Kentiopsis Brongn. (4 spp.)
    - Actinokentia Dammer (2 spp.)
    - Actinorhytis H.Wendl. & Drude (1 sp.)

  - Sottotribù Arecinae
    - Areca L. (47 spp.)
    - Nenga H.Wendl. & Drude (5 spp.)
    - Pinanga Blume (142 spp.)

  - Sottotribù Basseliniinae
    - Basselinia Vieill. (14 spp.)
    - Burretiokentia Pic.Serm. (5 spp.)
    - Cyphophoenix H.Wendl. ex Hook.f. (4 spp.)
    - Cyphosperma H.Wendl. ex Hook.f. (5 spp.)
    - Lepidorrhachis (H.Wendl. & Drude) O.F.Cook (1 sp.)
    - Physokentia Becc. (7 spp.)

  - Sottotribù Carpoxylinae
    - Carpoxylon H.Wendl. & Drude (1 sp.)
    - Satakentia H.E.Moore (1 sp.)
    - Neoveitchia Becc. (2 spp.)

  - Sottotribù Clinospermatinae
    - Clinosperma Becc. (4 spp.)
    - Cyphokentia Brongn. (2 spp.)

  - Sottotribù Dypsidinae
    - Dypsis Noronha ex Mart. (171 spp.)
    - Lemurophoenix J.Dransf. (2 spp.)
    - Marojejya Humbert (2 spp.)
    - Masoala  Jum. (2 spp.)

  - Sottotribù Laccospadicinae
    - Calyptrocalyx Blume (26 spp.)
    - Linospadix H.Wendl. (7 spp.)
    - Howea Becc. (2 spp.)
    - Laccospadix H.Wendl. & Drude (1 sp.)

  - Sottotribù Oncospermatinae
    - Deckenia H.Wendl. ex Seem. (1 sp.)
    - Acanthophoenix H.Wendl. (3 spp.)
    - Oncosperma Blume (5 spp.)
    - Tectiphiala H.E.Moore (1 sp.)

  - Sottotribù Ptychospermatinae
    - Adonidia Becc. (2 spp.)
    - Drymophloeus Zipp. (3 spp.)
    - Carpentaria Becc. (1 sp.)
    - Veitchia H.Wendl. (11 spp.)
    - Normanbya F.Muell. ex Becc. (1 sp.)
    - Wodyetia A.K.Irvine (1 sp.)
    - Ptychosperma Labill. (29 spp.)
    - Ptychococcus Becc. (2 spp.)
    - Brassiophoenix Burret (2 spp.)
    - Balaka Becc. (10 spp.)
    - Ponapea Becc. (4 spp.)
    - Jailoloa Heatubun & W.J.Baker (1 sp.)
    - Manjekia W.J.Baker & Heatubun (1 sp.)
    - Wallaceodoxa Heatubun & W.J.Baker (1 sp.)

  - Sottotribù Rhopalostylidinae
    - Hedyscepe H.Wendl. & Drude (1 sp.)
    - Rhopalostylis H.Wendl. & Drude, 1875 (2 spp.)

  - Sottotribù Verschaffeltiinae
    - Verschaffeltia H.Wendl. (1 sp.)
    - Phoenicophorium H.Wendl. (1 sp.)
    - Nephrosperma Balf.f. (1 sp.)
    - Roscheria H.Wendl. ex Balf.f. (1 sp.)

  - Areceae incertae sedis
    - Bentinckia Berry ex Roxb. (2 spp.)
    - Clinostigma H.Wendl. (11 spp.)
    - Cyrtostachys Blume (7 spp.)
    - Dictyosperma H. Wendl. & Drude (1 sp.)
    - Dransfieldia W.J.Baker & Zona (1 sp.)
    - Heterospathe Scheff. (39 spp.)
    - Hydriastele H.Wendl. & Drude (39 spp.)
    - Iguanura Blume (33 spp.)
    - Loxococcus H.Wendl. & Drude (1 sp.)
    - Rhopaloblaste Scheff. (6 spp.)